# Гіматій

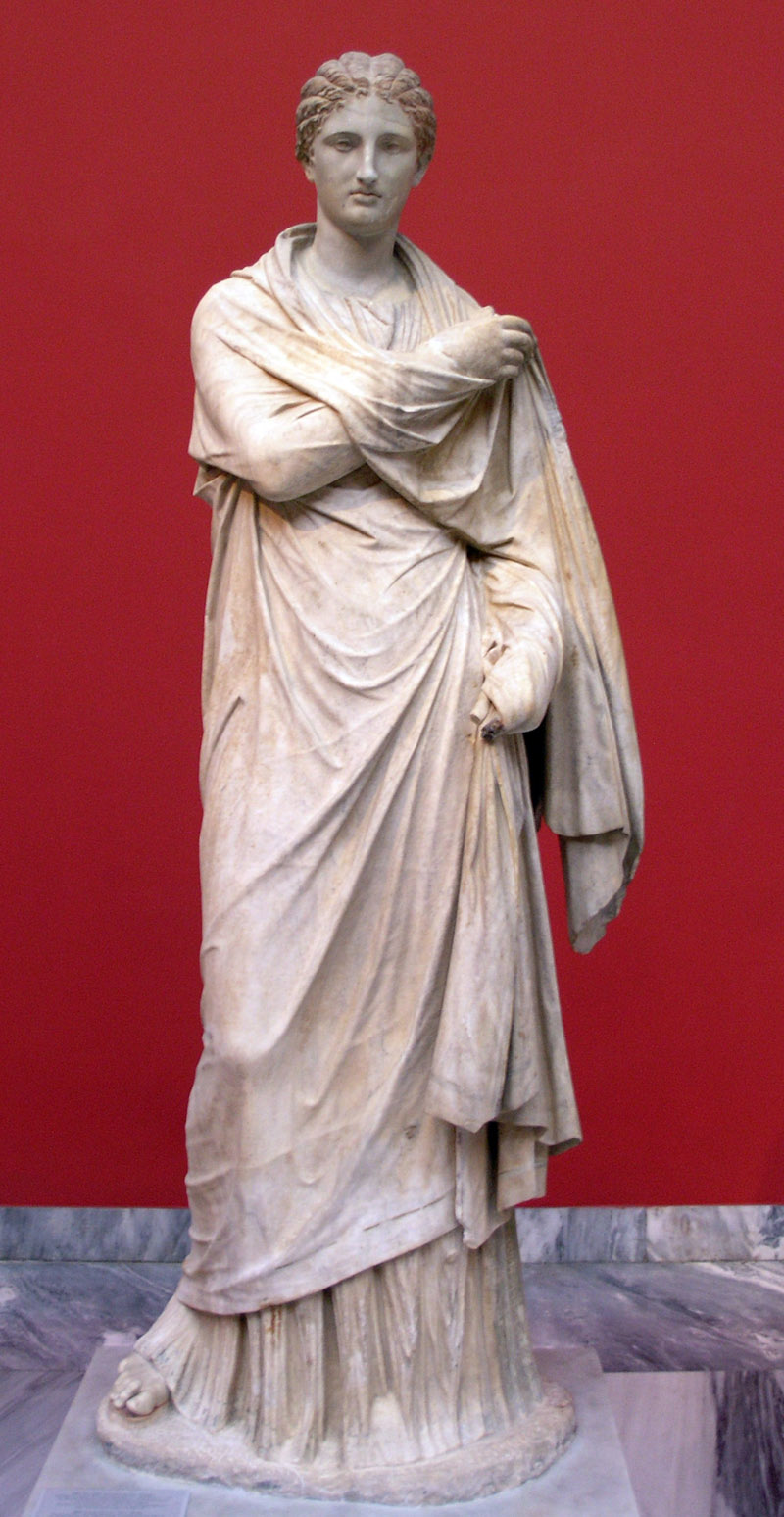
Жінка у гіматії, римська копія, Національний археологічний музей Афін

Гіматій (грец. ίμάτιον) — верхній одяг стародавніх греків, що складався з квадратного, переважно довгастого чотирикутного шматка вовняної тканини.

## Історія
Гіматій надягали іноді безпосередньо на голе тіло — тоді він слугував єдиним його прикриттям, але частіше носили поверх хламіди або туніки. Простота форми гіматія дозволяла одягати його будь-яким способом, що залежало від бажання та від пори року і стану погоди: то він накидався на плечі подібно до сучасної шалі, то відгравав роль плаща, причому краї його з'єднувалися один з другим біля шиї за допомогою особливої застібки (фібули).
Особливо часто греки одягали його таким чином: притримуючи гіматій лівою рукою на грудях, перекидали його через ліве плече назад і прикривали ним спину й усю праву сторону тіла, не виключаючи плеча, або ж пропускали під пахвою правої руки, тож ця рука залишалася вільною. Потім гіматій ішов по грудях та другим кінцем своїм кидався знову на ліве плече. Крім цих способів носити гіматій, були й інші. Взагалі греки вміли драпіруватися цим родом одягу дуже спритно і красиво. Для того, щоб він не сповзав з плечей і давав витончені складки, в кути його зашивали або до них підвішували маленькі прикраси.
Гіматій однаково входив до складу костюма осіб обох статей. Жіночий гіматій відрізнявся від чоловічого лише якістю тканини і яскравішими, ошатними кольорами. У бідному класі суспільства одним і тим же гіматієм користувалися як чоловік, так і дружина, брат і сестра тощо.